# Chromatomyia dryoptericola
Chromatomyia dryoptericola är en tvåvingeart som beskrevs av Mitsuhiro Sasakawa 1961. Chromatomyia dryoptericola ingår i släktet Chromatomyia och familjen minerarflugor. Inga underarter finns listade i Catalogue of Life.